# Закон достатньої підстави
Закон достатньої підстави, принцип достатнього обґрунтування (англ. Principle of sufficient reason) — один із законів формальної логіки, що забезпечує обґрунтованість і доказовість мислення, вимагає, щоб думки були внутрішньо пов'язані одна з одною. У своїй «Монадології» Ґотфрід Лейбніц так формулює закон достатньої підстави: «Жодне явище не може виявитись істинним або дійсним, жодне твердження — справедливим без достатньої підстави, чому справа йде саме так, а не інакше».

## Формулювання
Закон достатньої підстави формулюється так: будь-яка істинна думка має достатню підставу.
Із закону достатньої підстави випливає така його вимога: будь-яка думка може бути істинною тільки тоді, коли вона обґрунтована. Так, для того, щоб судження «Петренко є співучасником цього злочину» було визнане істинним, необхідно привести підстави його істинності, тобто треба висловити ряд суджень, із яких би неодмінно випливало твердження про те, що Петренко справді є співучасником цього злочину. Якщо ж таких суджень наведено не буде, то висловлене положення («Петренко є співучасник цього злочину») не може вважатися істинним.
Судження, котрі наводяться для обґрунтування істинності іншого судження, називаються логічною підставою. А те судження, яке випливає з інших суджень, як і підстави, називається логічним наслідком.
У вигляді формули закон достатньої підстави записується так: А є тому, що є В, де А є наслідком, а В — підставою цього наслідку.

## Застосування
Доказу мислення надається велике значення в усякій науці, в будь-якій галузі знання. Жодна наука не може обійтися без доказу своїх положень. Будь-яка нова теорія може бути прийнята тільки після доказу її істинності. Наука не може просто проголошувати свої положення, вона має їх обґрунтовувати. Наприклад, математик не просто стверджує, що сума внутрішніх кутів трикутника дорівнює 180°, а будує міркування, яке передбачає зіставлення цього твердження з відповідними визначеннями і постулатами (тобто, визначення прямого кута, постулат про паралельність тощо). І, саме це зіставлення, переконує у тому, що сума внутрішніх кутів трикутника, справді, дорівнює сумі двох прямих кутів.
Порушення вимог цього закону призводить до того, що мислення стає бездоказовим, необґрунтованим, голослівним.